# Give Me All Your Luvin'
Give Me All Your Luvin és el primer single de l'àlbum MDNA de la cantant estatunidenca Madonna incorporant a Nicki Minaj i MIA. Va ser llançada oficialment el divendres 3 de febrer de 2012, juntament amb el video oficial del single.
Un demo de la cançó es va filtrar a Internet el 8 de novembre de 2011.

## Llançament
El 8 de novembre, un "preview" del demo de la cançó es va filtrar a Internet. L'endemà ja s'havia penjat el demo complet. Billboard va publicar que poc després de l'esdeveniment, va ser un dels temes més comentats de la xarxa social Twitter.
Guy Oseary, manager de la cantant, va dir que estava emocionat per les bones crítiques de la cançó però que se sentia ofès en haver-se filtrat i que esperava que els fans no es matessin a descarregar-lo, ja que això afectaria a les vendes del futur single i àlbum.
M.I.A va confirmar el 29 de novembre de 2011, que formaria part del single juntament amb Nicki Minaj.
El 22 de desembre de 2011, un home espanyol, va ser arrestat, ja que va afirmar que ell havia estat el responsable de la filtració. Més tard, va assegurar que era un gran fan de la cantant i que no tenia intenció de treure profit de la filtració.
El 29 de gener de 2012, Interescope va confirmar el títol de la cançó, "Give Me All Your Luvin'" i que seria llençada el 3 de febrer del 2012. Aquest va ser el primer single de l'àlbum.

## Vídeo musical
Dirigit per MegaForce, el vídeo és una picada d'ull a l'actuació de la "SuperBowl" del 2012 en la qual va actuar el 5 de febrer. Nicki Minaj, va publicar al seu Twitter el 8 de desembre que es trobava al plató del nou video de la cantant. El 2 de febrer, Madonna va visitar "American Idol" en el qual es va mostrar un "preview" del video.
El 3 de febrer, a les 3 de la tarda a Espanya, es va llençar oficialment el single i el video.
Aquest video comença amb M.I.A i Nicki Minaj seguint a Madonna en un carrer on plouen xispes i uns quants jugadors de rugby la segueixen i l'eleven a l'aire per fer-la caminar sobre una paret.
Més tard, ens trobem a Madonna sent salvada d'uns trets pels jugadors mentre puja una muntanya de jugadors mentre se l'emporten als braços per portar-la en un plató futuristic on, vestida de Marilyn Monroe, juntament amb M.I.A i Nicki Minaj, balla mentre les dues cantants canten la seva part.
Madonna torna a llençar-se sobre els jugadors els quals la deixen caure per un edifici i dos la recullen a baix.
Finalment, acaba amb Madonna, Nicki i M.I.A sobre un munt de jugadors i exploten focs artificials mentre surt "Touchdown" a la pantalla finalment.